# Coupe de la Ligue de hockey sur glace 2010-2011
Navigation
Coupe de la Ligue 2010 Coupe de la Ligue 2012
La Coupe de la Ligue de hockey sur glace 2010-2011 est la cinquième édition de cette compétition française. Elle débute le 14 septembre 2010. Elle compte seize équipes, quatorze de Ligue Magnus, une de Division 1, Neuilly-sur-Marne et l'Équipe de France junior. La première phase de la compétition comprend 4 poules géographiques de quatre équipes. Ces équipes se rencontrent entre elles en match aller-retour. À l'issue de cette phase, les deux premiers de chaque poule se qualifient pour les quarts de finale. Les matchs en élimination directe se déroulent en matchs aller-retour hormis la finale qui se joue sur un match unique.
La Coupe est remportée par les Brûleurs de Loups de Grenoble qui viennent à bout de Briançon.

## Matchs de poule

### Poule A
|   | Équipe                      | PJ | V | VP | DP | D | BP | BC | Pts |
| 1 | Dragons de Rouen            | 6  | 4 | 2  | 0  | 0 | 32 | 14 | 12  |
| 2 | Ducs d'Angers               | 6  | 4 | 0  | 2  | 0 | 19 | 10 | 10  |
| 3 | Bisons de Neuilly-sur-Marne | 6  | 1 | 0  | 1  | 4 | 14 | 23 | 3   |
| 4 | Drakkars de Caen            | 6  | 0 | 1  | 0  | 5 | 12 | 30 | 2   |

### Poule B
|   | Équipe                     | PJ | V | VP | DP | D | BP | BC | Pts |
| 1 | Étoile Noire de Strasbourg | 6  | 5 | 0  | 0  | 1 | 31 | 18 | 10  |
| 2 | Gothiques d'Amiens         | 6  | 3 | 0  | 1  | 2 | 26 | 20 | 7   |
| 3 | Dauphins d'Épinal          | 6  | 2 | 1  | 0  | 3 | 27 | 33 | 6   |
| 4 | Ducs de Dijon              | 6  | 1 | 0  | 0  | 5 | 18 | 31 | 2   |

### Poule C
|   | Équipe                       | PJ | V | VP | DP | D | BP | BC | Pts |
| 1 | Pingouins de Morzine-Avoriaz | 6  | 6 | 0  | 0  | 0 | 31 | 10 | 12  |
| 2 | Chamois de Chamonix          | 6  | 3 | 0  | 0  | 3 | 23 | 19 | 6   |
| 3 | Ours de Villard-de-Lans      | 6  | 3 | 0  | 0  | 3 | 28 | 32 | 6   |
| 4 | Avalanche du Mont-Blanc      | 6  | 0 | 0  | 0  | 6 | 12 | 33 | 0   |

### Poule D
|   | Équipe                        | PJ | V | VP | DP | D | BP | BC | Pts |
| 1 | Brûleurs de Loups de Grenoble | 6  | 4 | 1  | 1  | 0 | 26 | 7  | 11  |
| 2 | Diables rouges de Briançon    | 6  | 4 | 0  | 1  | 2 | 24 | 17 | 9   |
| 5 | Rapaces de Gap                | 6  | 2 | 1  | 0  | 3 | 20 | 26 | 6   |
| 4 | Équipe de France junior       | 6  | 0 | 0  | 0  | 6 | 15 | 35 | 0   |

## Séries éliminatoires
Le premier nombre représente le score cumulé sur l'ensemble des deux rencontres. Entre parenthèses, les scores des matchs aller puis retour sont mentionnés.
|  | Quarts de finale              | Quarts de finale              | Quarts de finale              | Quarts de finale              |                            |                            | Demi-finales | Demi-finales | Demi-finales | Demi-finales |  |  | Finale | Finale | Finale | Finale |
|  |                               |                               |                               |                               |                            |                            |              |              |              |              |  |  |        |        |        |        |
|  |                               |                               |                               |                               |                            |                            |              |              |              |              |  |  |        |        |        |        |
|  |                               |                               |                               |                               |                            |                            |              |              |              |              |  |  |        |        |        |        |
|  | Dragons de Rouen              | Dragons de Rouen              | 8                             | (2-6)                         |                            |                            |              |              |              |              |  |  |        |        |        |        |
|  | Dragons de Rouen              | Dragons de Rouen              | 8                             | (2-6)                         |                            |                            |              |              |              |              |  |  |        |        |        |        |
|  | Gothiques d'Amiens            | Gothiques d'Amiens            | 4                             | (4-0)                         |                            |                            |              |              |              |              |  |  |        |        |        |        |
|  | Gothiques d'Amiens            | Gothiques d'Amiens            | 4                             | (4-0)                         | Dragons de Rouen           | Dragons de Rouen           | 5            | (1-4)        |              |              |  |  |        |        |        |        |
|  |                               |                               |                               |                               | Dragons de Rouen           | Dragons de Rouen           | 5            | (1-4)        |              |              |  |  |        |        |        |        |
|  |                               |                               | Diables rouges de Briançon    | Diables rouges de Briançon    | 8                          | (6-2)                      |              |              |              |              |  |  |        |        |        |        |
|  | Pingouins de Morzine-Avoriaz  | Pingouins de Morzine-Avoriaz  | Diables rouges de Briançon    | Diables rouges de Briançon    | 8                          | (6-2)                      | 5            | (4-1)        |              |              |  |  |        |        |        |        |
|  | Pingouins de Morzine-Avoriaz  | Pingouins de Morzine-Avoriaz  |                               |                               |                            |                            |              | (4-1)        |              |              |  |  |        |        |        |        |
|  | Diables rouges de Briançon    | Diables rouges de Briançon    | 7                             | (2-5)                         |                            |                            |              |              |              |              |  |  |        |        |        |        |
|  | Diables rouges de Briançon    | Diables rouges de Briançon    | 7                             | (2-5)                         | Diables rouges de Briançon | Diables rouges de Briançon | 3            | a.p.         |              |              |  |  |        |        |        |        |
|  |                               |                               |                               |                               | Diables rouges de Briançon | Diables rouges de Briançon | 3            | a.p.         |              |              |  |  |        |        |        |        |
|  |                               |                               | Brûleurs de Loups de Grenoble | Brûleurs de Loups de Grenoble | 4                          | a.p.                       |              |              |              |              |  |  |        |        |        |        |
|  | Étoile noire de Strasbourg    | Étoile noire de Strasbourg    | Brûleurs de Loups de Grenoble | Brûleurs de Loups de Grenoble | 4                          | a.p.                       | 2            | (1-1)        |              |              |  |  |        |        |        |        |
|  | Étoile noire de Strasbourg    | Étoile noire de Strasbourg    |                               |                               |                            |                            |              |              |              |              |  |  |        |        |        |        |
|  | Ducs d'Angers                 | Ducs d'Angers                 | 9                             | (5-4)                         |                            |                            |              |              |              |              |  |  |        |        |        |        |
|  | Ducs d'Angers                 | Ducs d'Angers                 | 9                             | (5-4)                         | Ducs d'Angers              | Ducs d'Angers              | 4            | (3-1)        |              |              |  |  |        |        |        |        |
|  |                               |                               |                               |                               | Ducs d'Angers              | Ducs d'Angers              | 4            | (3-1)        |              |              |  |  |        |        |        |        |
|  |                               |                               | Brûleurs de Loups de Grenoble | Brûleurs de Loups de Grenoble | 6                          | (2-4)                      |              |              |              |              |  |  |        |        |        |        |
|  | Brûleurs de Loups de Grenoble | Brûleurs de Loups de Grenoble | Brûleurs de Loups de Grenoble | Brûleurs de Loups de Grenoble | 6                          | (2-4)                      | 7            | (4-3)        |              |              |  |  |        |        |        |        |
|  | Brûleurs de Loups de Grenoble | Brûleurs de Loups de Grenoble |                               |                               |                            |                            |              | (4-3)        |              |              |  |  |        |        |        |        |
|  | Chamois de Chamonix           | Chamois de Chamonix           | 5                             | (3-2)                         |                            |                            |              |              |              |              |  |  |        |        |        |        |
|  | Chamois de Chamonix           | Chamois de Chamonix           | 5                             | (3-2)                         |                            |                            |              |              |              |              |  |  |        |        |        |        |
|  |                               |                               |                               |                               |                            |                            |              |              |              |              |  |  |        |        |        |        |

### Finale
| 29 décembre 2010 19:30 | Diables rouges de Briançon | 3-4 (pr) (1-1, 0-1, 2-1, 0-1) | Brûleurs de Loups de Grenoble | Patinoire olympique de Méribel 2 499 spectateurs |

| Feuille de match | Feuille de match                                                                                           | Feuille de match            | Feuille de match | Feuille de match                                                               |
| ---------------- | --- | --------------------------- | --- | ------------------------------------------------------------------------------ |
|                  | 15 min 20 s, Ankerst (Lévèque, Rohat) 48 min 29 s, Bernier (Pérez, Szélig) 58 min 03 s, Bernier (Pérez) SN | 1-0 1-1 1-2 2-2 2-3 3-3 3-4 | 18 min 33 s, Rouleau (Amar, Šivic) SN 35 min 17 s, Arrossamena (Brož) 56 min 37 s, Arrossamena (Rouleau, Le Blond) 63 min 10 s, Amar (Rouleau) | Arbitrage : Jimmy Bergamelli Alexandre Hauchart David Courgeon Gwilherm Margry |
| Ramón Sopko      | Gardiens                                                                                                   | Eddy Ferhi                  | | Arbitrage : Jimmy Bergamelli Alexandre Hauchart David Courgeon Gwilherm Margry |
| 12 min           | Pénalités                                                                                                  | 14 min                      | | Arbitrage : Jimmy Bergamelli Alexandre Hauchart David Courgeon Gwilherm Margry |
| 44               | Tirs | 30                          | | Arbitrage : Jimmy Bergamelli Alexandre Hauchart David Courgeon Gwilherm Margry |

| Numéro | Nom                       | Nationalité   | Poste |
| ------ | ------------------------- | ------------- | ----- |
| -      | Antoine Lucien Basile     | Canada Italie | E     |
|        |                           |               |       |
| 60     | Ramón Sopko               | Slovaquie     | G     |
| 39     | Aurélien Bertrand         | France        | G     |
| 5      | Viktor Szélig (A)         | Hongrie       | D     |
| 8      | Kai Öhberg                | Finlande      | D     |
| 18     | Luka Tošič                | Slovénie      | D     |
| 25     | Gary Lévèque (A)          | France        | D     |
| 62     | Florian Chakiachvili      | France        | D     |
| 79     | Michal Korenko            | Slovaquie     | D     |
| 91     | Kévin Dusseau             | France        | D     |
| 7      | Mickaël Pérez             | France        | A     |
| 9      | Edo Terglav (C)           | Slovénie      | A     |
| 10     | Peter Bourgaut            | France        | A     |
| 26     | Jaka Ankerst              | Slovénie      | A     |
| 27     | Loïc Lampérier            | France        | A     |
| 28     | Damien Raux               | France        | A     |
| 37     | Charles Townsend          | États-Unis    | A     |
| 41     | Marc-André Bernier        | Canada        | A     |
| 67     | Gregory Alberti           | États-Unis    | A     |
| 71     | Nicholas Romano           | Canada Italie | A     |
| 75     | Pierre-Charles Hordelalay | France        | A     |
| 85     | Sébastien Rohat           | France        | A     |

| Numéro | Nom                    | Nationalité | Poste |
| ------ | ---------------------- | ----------- | ----- |
| -      | Jean-François Dufour   | Canada      | E     |
|        |                        |             |       |
| 1      | Eddy Ferhi             | France      | G     |
| 39     | Sébastien Raibon       | France      | G     |
| 5      | Baptiste Amar (C)      | France      | D     |
| 15     | Viktor Wallin          | Suède       | D     |
| 22     | Maxime Moisand         | France      | D     |
| 32     | Alexandre Rouleau (A)  | Canada      | D     |
| 61     | Rémi Colotti           | France      | D     |
| 91     | Jason Crossman         | France      | D     |
| 97     | Aymeric Gillet         | France      | D     |
| 11     | Elie Raibon            | France      | A     |
| 12     | Loup Benoît            | France      | A     |
| 13     | Julien Baylacq         | France      | A     |
| 19     | Luděk Brož             | Tchéquie    | A     |
| 21     | Luděk Krayzel          | Tchéquie    | A     |
| 24     | Mitja Šivic            | Slovénie    | A     |
| 70     | Graham Avenel          | France      | A     |
| 73     | Christophe Tartari (A) | France      | A     |
| 74     | Raphaël Papa           | France      | A     |
| 76     | Maxime Suzzarini       | France      | A     |
| 88     | Mathieu Le Blond       | France      | A     |
| 90     | Nicolas Arrossamena    | France      | A     |
| 93     | Joris Bedin            | France      | A     |

- Meilleur joueur de la rencontre : Nicolas Arrossamena.